# 道咸宦海見聞錄
《道咸宦海見聞錄》為清朝道光九年己丑科二甲進士張集馨（1800年－1878年）所作之自敘年譜，時間從一歲（1800年）始，至六十一歲（1860年）止。不過五十三歲（1852年）至五十四歲（1853年）這一段記錄已失佚。內容主要記載從道光十五年（1835年）在翰林院供職之情形，到次年（1836年）之後被外放為知府、道員、按察使、布政使、署理巡撫的一連串經歷；並由（張集馨日記）補敘同治三年（1864年）至四年（1865年）被參劾去職為止。

## 年譜主旨
年譜主要為其任職其間所經歷的官場人事浮沈、立以敏銳觀察及看法之記錄，記述詳實但觀點從己身出。也因張集馨所處的時代正是清朝遭受內憂外患沖擊至大之大動蕩前期，加之其無緣升任巡撫以上之官職，所以年譜字裡行間頗多對造化之不解。其中內文有謂“…余自道光二十九年（1849年），三十年（1850年）間即可望升巡撫…今已立定主意…何苦終身不悔，甘心降氣，為人屬吏耶？”

## 版本
- 《道咸宦海見聞錄》版本有:

1. 清朝‧《椒雲年譜》刊本“上下冊”。
2. 及1981年北京‧中華書局《道咸宦海見聞錄》刊本。中華書局刊本同時收錄有：《張集馨日記》、《張集馨朋僚函記》、“詹嗣賢編《時晴齋主人年譜》”。

### 引用
1. ↑  張集馨,"道咸宦海見聞錄",中華書局刊本,北京,1981,p.267.

## 外部連結
- 中央研究院漢籍電子文獻 （页面存档备份，存于）
- 中央研究院歷史語言研究所 （页面存档备份，存于）